# Andrena argyreofasciata
Andrena argyreofasciata is een vliesvleugelig insect uit de familie Andrenidae. De wetenschappelijke naam van de soort is voor het eerst geldig gepubliceerd in 1900 door Schmiedeknecht.